# Фуа-гра

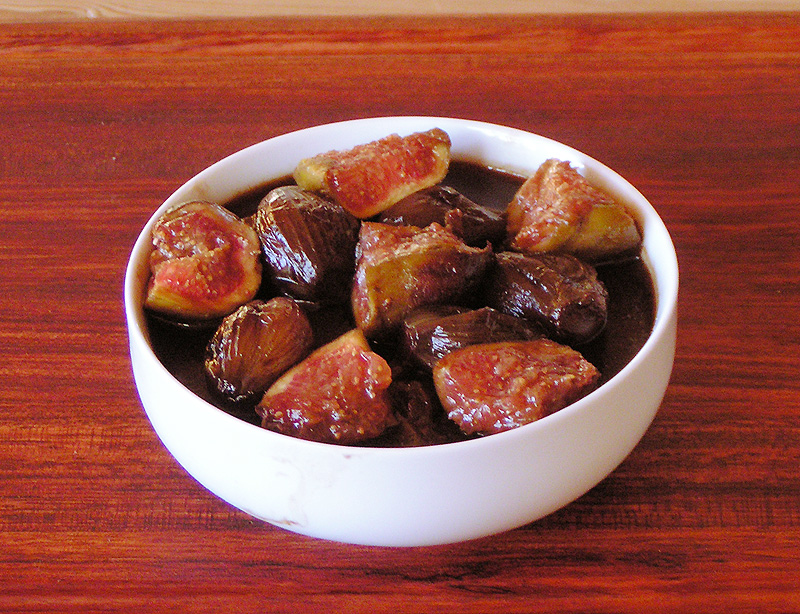
Фуа-гра

Фуа́-гра́ (фр. foie gras) — гусяча або качина печінка, яку штучно збільшують шляхом відгодівлі. Також паштет з гусячої печінки і символ гастрономічного шику — вважається винаходом французьких кулінарів, традиційна різдвяна страва у Франції.

## Історія
Французи лише успадкували рецепт цієї страви від римлян, які дізналися про неї від євреїв, а ті, в свою чергу, — від єгиптян. Близько 4000 років тому єгиптяни помітили, що гуси і качки, які мігрують на північ через долину Нілу і зупиняються, щоб відпочити і підкріпитися перед довгим перельотом інжиром, яким рясніють ці землі, мають смачнішу печінку, ніж домашні гуси. Щоб досягти такого ж ефекту, єгиптяни стали відгодовувати свійських птахів (гусей і качок) інжиром, причому чинили це примусово.

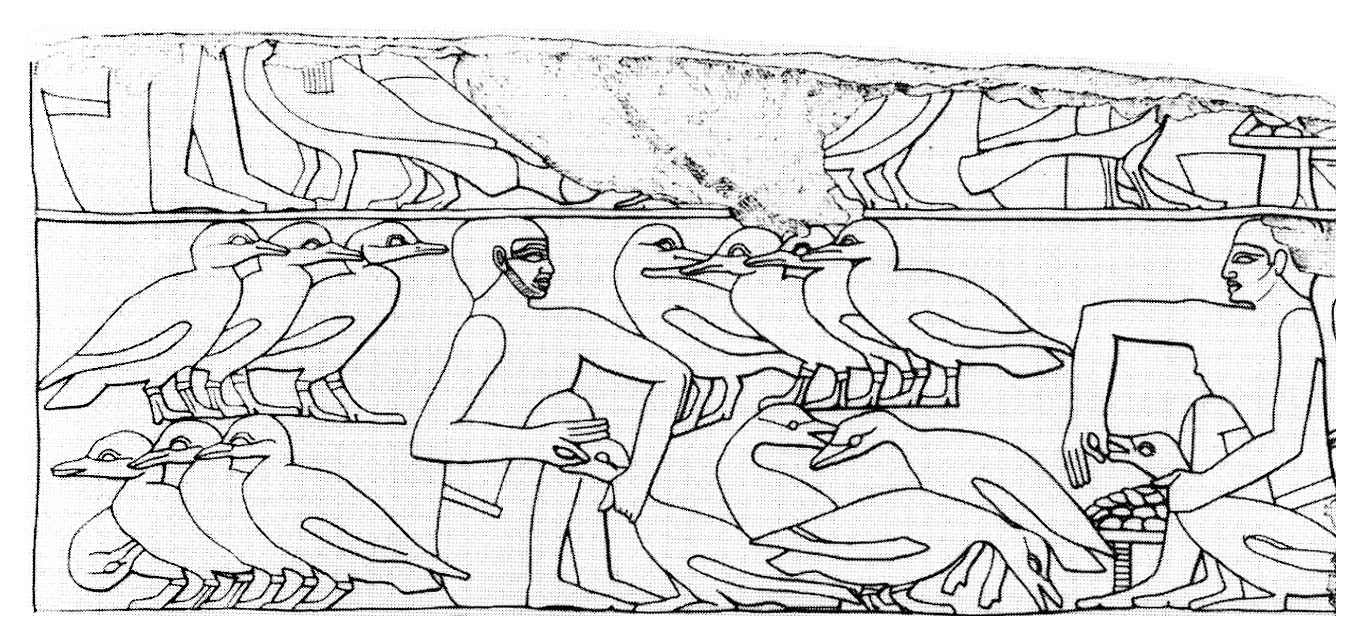
Примусове годування гусей у Єгипті

Для отримання великої і жирної печінки птахам доводилося протягом декількох тижнів з'їдати величезні кількості інжиру. Цю технологію перейняли євреї, які жили тоді в Єгипті. Оскільки релігія забороняє їм вживати свинячий жир і вершкове масло для смаження, вони вирощували гусей для отримання жиру, але не заради їх печінки. Аж до XIX століття гусяча печінка вважалася некошерною, і єврейські пташники вигідно продавали її. Від євреїв технологія відгодівлі свійських птахів перейшла до римлян, і паштет з гусячої печінки став однією зі страв античного світу. Перші рецепти гусячого паштету датуються IV і V століттями. Ці рецепти не дають детального опису всього процесу приготування делікатесу, докладні рецепти з'явилися тільки у французьких кулінарних книгах XVII—XVIII століть. Саме тому заведено вважати Францію батьківщиною фуа-гри. У XIX столітті у Франції фуа-гра стала модною стравою серед знаті, з'явилося безліч варіацій приготування цієї страви. Деякі ресторани дотримуються фірмових рецептів вже понад 100 років.
Foie Gras у буквальному перекладі з французької означає «масна́ печінка». Мало хто знає, що слово «печінка» у французькій мові (та інших мовах романської групи) утворено від латинського слова, що позначає інжир (фіги). Латинська назва страви «Jecur Ficatum» (печінка, отримана від фіг) скоротилося до «Ficatum», що у французькій мові перетворилося в «foie». Можна сказати, що сьогодні назва фуа-гра себе не виправдовує, тому що замість інжиру птахів годують вареною кукурудзою і навіть сумішами з сої і вітамінних добавок.

## Технологія
Сьогодні птахів відгодовують кукурудзяними зернами, кожна печінка повинна важити від 700 до 900 грамів для гусей (рекорд 2 кг), 300—400 грамів для качок. Як тільки птахів забивають, печінку занурюють в молоко і мед, що не тільки збільшує її об'єм, але й для смакових показників. Гусяча фуа-гра з Тулузи має колір слонової кістки; зі Страсбурга — рожева і твердіша. Зараз існують суперечки про придатність гусячої фуа-гра для кулінарії в порівнянні з качиною, що темніша за кольором; справа в тому, що гусяча печінка часто тане під час приготування, а її аромат трохи більше відчутний.
Відомий ресторанний критик Шарль Жерар писав:
На південному заході Франції і в Ельзасі існує справжній культ фуа-гра. В Ельзасі навіть вирощують спеціальну породу гусей — страсбурзьку, що дає печінку вагою до 1200 грамів. Серед качок найкращою породою для фуа-гра вважається мулар (гібрид пекінської і московської качок). Різні регіони Франції славляться різними видами фуа-гра. У Тулузі роблять ніжну фуа-гра кольору слонової кістки; у Страсбурзі — рожеву і тверду. Фуа-гра з Бордо підходить до гарячих страв; з Перигора — до холодних.
Процес примусового годування птахів отримав назву «гаваж». Дана практика вважається неетичною і заборонена в більшості країн Європи, проте деякі фермери стверджують, що примусове годування не завдає птахам неприємних відчуттів. У період примусового відгодовування трубку вставляють у горло птахів 2–3 рази на день протягом 2 тижнів (для качок) та 3 тижні (для гусок), щоб закачати велику кількість їжі в їх тіло, набагато більше, ніж вони добровільно вживали б. Ця практика спрямована на індукцію печінкової жирової клітинної гіпертрофії. Технологія примусового годування тварин для виробництва фуа-гра є «згубною для добробуту птахів», як це було заявлено ще у 1998 році Науковим комітетом із питань охорони здоров'я та добробуту тварин (SCAHAW) Європейської комісії. Інформаційна служба із захисту тварин Кембриджського університету на чолі з професором Дональдом Брумом у 2017 році здійснила дослідження «Добробут качок під час виробництва фуа-гра» («The welfare of ducks during foie gras production» Rochlitz J.R. and Broom D.M. (2017)). Автори праці наголошують, що тварини змушені терпіти величезні страждання, щоб із них зробили делікатес, який зрештою шкідливий для людини через високий вміст жиру. «Качине або гусяче фуа-гра містять амілоїдний білок, який може прискорити розвиток амілоїдозу (важкої хвороби, деякі форми якої, є невиліковними) у сприйнятливої людської популяції», — зазначають кембріджські вчені. Зазвичай гаваж зазнає критики через такі фактори неблагополуччя тварин, описані у дослідженні:
- зріст загальної анатомії тіла, зміна постави, складнощі в ходьбі (лапи можуть бути розвернуті назовні, тому стояти вертикально чи бодай дістатись до води тварини деколи не в силі), кісткова трансформація;
- травми шиї, гортані, шлунку;
- респіраторні інфекції, кандидоз, а стрептококи викликають розлади шлунково-кишкового тракту;
- викид токсинів в організм, з якими печінка впоратись більше не може і тому спричиняє біль і можливу ранню смерть тварини.

Прихильники фуа-гра зазначають, що у природних умовах водоплавні перелітні птахи теж сильно переїдають перед довгими мандрами, невипадково для фуа-гра використовується печінка саме цих птахів, а не курей, наприклад. При примусовій відгодівлі експлуатується біологічна схильність птахів до набору ваги, тварини демонструють агресію до людей, які приходять їх годувати, починають ховатися та кричати. Після спеціального годування печінка птахів збільшується в 10-15 разів. Якщо після гаважа птахів випустити на волю, уже через кілька тижнів їх печінка повернеться до норми, таким чином будь-яке виробництво фуа-гра може бути перепрофільоване на фабрику без етапу заключної відгодівлі.
Фуа-гра з гусячої печінки має вишуканіший вершковий смак і м'якішу консистенцію, ніж із качиної печінки, яка має яскраво виражений мускусний аромат і виразний смак. Суперечки про те, чия печінка найкраща для фуа-гри, ведуть іще з часів Плінія. Сьогодні перевагу віддають качиній печінці, адже її виробництво економічно вигідніше. Гусяча і качина печінки вимагають різних методів приготування.
Для приготування фуа-гра вищого ґатунку потрібна найсвіжіша печінка. Її слід нарізати тонкими скибочками і обсмажити в оливковій олії або вершковому маслі. Шматочки печінки повинні зберігати ніжну структуру під хрусткою скоринкою. Цей спосіб здається простим, але насправді він вимагає майстерності, адже делікатес не повинен розтопитися на пательні або бути занадто масним. Гарячу фуа-гра подають як основну страву з конфітюром, фруктами, грибами або каштанами. З цією стравою поєднуються солодкі ягідні і фруктові соуси, мармелад, горіхи, прянощі (запашний перець, фенхель, кориця, гвоздика). Фуа-гру краще спробувати на початку обіду, коли смакові рецептори найчутливіші.
Інший спосіб передбачає маринування печінки у коньяку зі спеціями 10-12 годин, після чого до неї додають трюфелі й мадеру і довго розтирають до отримання ніжної маси, яку ставлять на водяній бані в духовку на 50-60 хвилин. Фуа-гру, приготована таким чином, подають як закуску або аперитив, холодною. Її ріжуть на тонкі скибочки й укладають (не мажуть) на хліб, холодні тости, часточки яблук або листя салату з допомогою максимально тонкого ножа, який слід обполіскувати і витирати після відрізання кожного шматочка для збереження форми. Діставати фуа-гра з холодильника найкраще за 15-20 хвилин до подачі, а нарізати в останній момент. Такий делікатес, як фуа-гра, вимагає ретельного підбору вин. Молоді, кислі й занадто легкі вина можуть зіпсувати враження від фуа-гра. Гідним доповненням буде арманьяк, сотерн, лікерні вина, напівсухі Бержерак, Сент-Круа-дю-Мон, зрілі червоні вина з насиченим букетом або шампанське.

### Різновиди фуа-гра

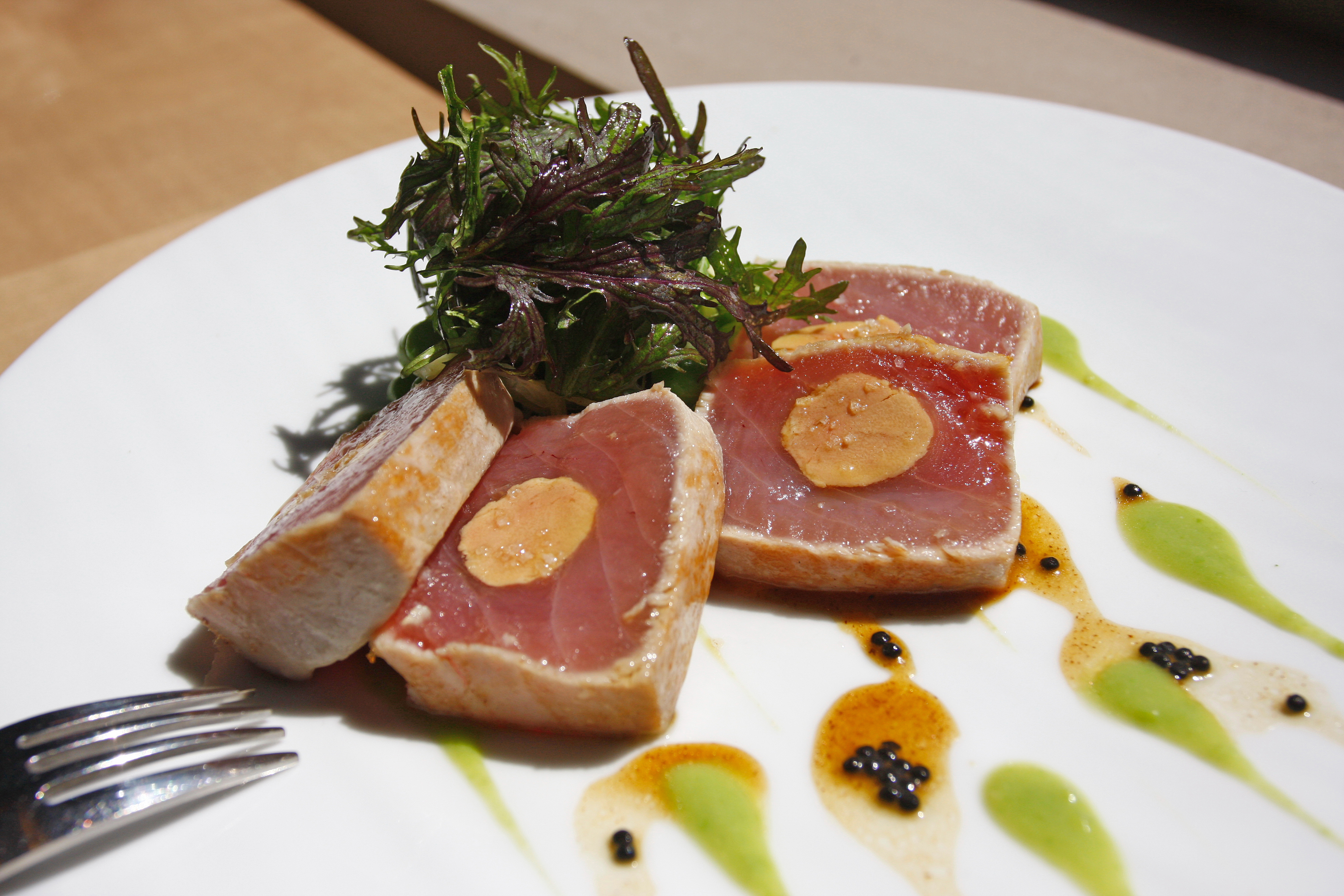
Фуа-гра в тарілці

Виробництво фуа-гра у Франції регулюється законодавством. Найкращий продукт — цілісна печінка гусака або качки без додатків (foie gras entier). Фуа-гра зі шматочками складається з перемеленої печінки і цілих шматочків печінки, вміст яких має бути не менше 30 %. Блок фуа-гра (bloc de foie gras) складається з перемеленої печінки, причому вміст гусячої печінки має бути не менше 50 %.
У фуа-гра можуть додавати трюфелі, коньяк та інші продукти. З фуа-гра роблять мус, паштет, парфе, галантин, терин або медальйон — продукти з різними способами приготування і різним вмістом печінки. Наприклад, для приготування мусу печінку збивають з вершками, білками і алкоголем; терин — запечений паштет з грубою структурою на основі кількох видів печінки. Як правило, в паштети і муси з фуа-гра додається свиняча або яловича печінка. Французькі кухарі використовують фуа-гра для приготування дивовижних страв: пропускають терин через сифон для отримання нежирної піни; заморожують і формують парфе у вигляді цукерок з начинкою з мигдалю, сухофруктів і апельсиновою стружкою.

### Сира (foie gras cru)
Попит на неї зростає наприкінці року на Різдво, її нарізають частками, вона гладка і кругла, біляста (якщо жовтувата, то є ймовірність, що розкришиться). Її приготування — дуже делікатний процес.

### Свіжа (foie gras frais)
Продається вже готовою в гастрономічних магазинах, зазвичай в горщиках, зберігається максимум тиждень у холодильнику.

### Напівфабрикат фуа-гра (пастеризована)
Зберігається в холодильнику в банках протягом трьох місяців, якщо вже була відкрита. Зберігає смак свіжої фуа-гра, її виробництво регулюється суворими приписами. Не повинна виділяти жиру. Іноді містить трюфелі, не менше 3 %.

### Консервована (foie gras de conserve)
Стерилізується і консервується у власному соці, зберігається роками в сухому прохолодному і темному місці, і завдяки цьому стає кращою за вино. Жирність — 700 кал на 100 г. Фуа-гра з гусака або качки — це безперечний делікатес, однак види подавання змінюються залежно від кулінарної моди. Колись фуа-гру подавали наприкінці обіду. Потім вона йшла у супроводі трюфелів і холодцю, але багато-хто зараз вважає це перенасиченням, тому воліють подавати з кислуватим і трохи підрум'яненим фермерським хлібом, ніж із звичайним тостом. Новітня мода — подавати фуа-гру з зеленою цибулею, гарбузом і гребінцями.

## Скандали і заборона фуа-гра
Виробництво фуа-гра заборонили в Аргентині, Ізраїлі, більшості країн ЄС, деяких штатах США.
- Примусове годування, як метод виробництва фуа-гра, прямо або побічно заборонено в більшості країн-членів ЄС. У деяких з них насильницьке годування тварин для виробництва фуа-гра вважається кримінальним злочином. Пункт 14 Додатку до Директиви Ради 98/58/ЄС від 20 липня 1998 року «Стосовно захисту тварин, що утримуються для сільськогосподарських потреб» визначає, що «жодна не повинна бути нагодована їжею або напоєна рідиною, що містить будь-які речовини, здатні завдати страждань або ушкоджень тварині»[3]. Винятки у 5 державах-членах ЄС (Франції, Угорщині, Болгарії, Іспанії та Бельгії) базуються на змісті рекомендації Ради Європи від 22.06.1999 року, які дозволяють виняток лише там, де на момент надання рекомендацій це існуюча практика, і лише у відповідності до стандартів, встановлених національним законодавством, доки не будуть доступні нові наукові докази щодо альтернативних методів та їхніх аспектів у частині добробуту тварин при виробництві фуа-гра. У цих країнах-винятках поширюється рух проти фуа-гра. Так, у Бельгії виробництво фуа-гра вже заборонено у 2 із 3 регіонів. У 2019 році було опубліковано відео зі «зразкової» французької ферми Дюрбан Коб'єр, що була відзначена багатьма нагородами впродовж останніх 10 років та слугувала базою для тренування працівників інших ферм.
- У Каліфорнії заборонено не тільки виробництво, а й продаж фуа-гра. Розділи 25980-25984 Каліфорнійського кодексу з охорони праці та безпеки, які вступили в дію у 2004 та набули чинності з 1 липня 2012 року, забороняють «насильницьке годування птахів з метою збільшення їх печінки понад нормальні розміри» та продаж продуктів, які є результатом цього процесу.  7 січня 2015 року суддя Стівен В. Вілсон постановив, що Федеральний закон про інспекцію продуктів птахівництва має перевагу над законом Каліфорнії та попросив Генерального прокурора Каліфорнії виконувати його.   Справу було оскаржено у Апеляційному суді Дев'ятого округу,  а 15 вересня 2017 року постанову Окружного суду було скасовано, а закон — залишився у силі, заборонивши продаж та виробництво фуа-гра[4].
- На виставці Anuga 2011, яка відбувалася в німецькому місті Кельні, між Францією і Німеччиною розгорівся черговий дипломатичний скандал. Причиною конфлікту стала французька страва фуа-гра. Керівництво продовольчої виставки заборонило французам виставляти свій всесвітньо відомий делікатес. Організатори вважають жорстокістю насильно відгодовувати качок і гусей задля приготування фуа-гри із збільшеної в 10 разів печінки. Втім, у Франції закон дозволяє виробництво фуа-гри в ролі винятку з загальної Директиви Ради 98/58/ЄС як «частини культурної та гастрономічної спадщини країни»[5].
- 2019 року в Нью-Йорку було ухвалено законопроєкт, що забороняє продаж і виготовлення фуа-гра в цьому штаті. Набрати чинності він має 2022 року[6]. Член ради Карліна Рівера, яка ініціювала заборону фуа-гра, сказала, що її законопроєкт «вирішує саме негуманне питання» в комерційній харчової промисловості. «Це одна з найжорстокіших практик, і це зроблено для виробництва винятково розкішного продукту», — сказала вона[7]. У своїй кампанії Нью-Йорські та європейські зоозахисники використовували матеріали з української фабрики[8][9].

## Виробництво фуа-гра в Україні
Частина 2 ст. 21 Закону України «Про захист тварин від жорстокого поводження» забороняє у технології отримання від тварини продукції (доїння, стрижка, відгодівля тощо) застосування больових і травмуючих прийомів.
Водночас, відповідно до Наказу МОЗ України № 694 від 06.08.2013  фуа-гра — печінка гусок або качок видів Cairina muschata або Cairina muschatax Anas platyrhynchos, які відгодовувалися таким чином, щоб викликати жирову гіпертрофію клітин печінки. Птиця, з якої таку печінку усувають, має цілковито стекти кров'ю, а печінка — бути однорідного кольору. Печінка має бути такої ваги: печінка качки — не менше 300 г; печінка гуски — не менше 400 г. Зазначене дозволяє неоднозначно трактувати закон, через що в Україні досі виробляється фуа-гра.
Спроби заборонити виробництво фуа-гра робилися в Україні з 2010 року. Проєкт Закону України «Про внесення змін до Закону України „Про захист тварин від жорстокого поводження“» від 17.12.2008 № 1264, який зокрема пропонував заборонити відгодовування гусок та качок для виробництва жирної печінки, було прийнято Верховною Радою України ще 11.02.2010, але Президентом України було накладено вето. Пропозиції Президента України не стосувалися положень відносно заборони виробництва фуа-гра, проєкт Закону  від 17.12.2008 № 1264 був завізований головним юридичним управлінням без зауважень. Таким чином, питання страждання тварин при примусовому годуванні для виробництва фуа-гра (жирної печінки) досі потребує нормативного врегулювання.
Матеріали з України, опубліковані на початку 2019 року «Відкритими клітками», привернули увагу усього світу до проблеми насильницького годування тварин для виробництва фуа-гра. Звернення українських зоозахисників до урядів Великої Британії та Данії з вимогою заборони імпорту опублікували міжнародні видання різних країн.
У липні 2019 року український виробник МХП, якому належить торговельна марка «ФуаГра» та найбільша доля у відповідному сегменті українського ринку, визнав жорстокість практики виробництва цього продукту. Офіційно оголошуючи своє рішення про припинення виробництва, компанія повідомила, що виробництво фуа-гра не відповідає стратегії й політиці компанії у сферах захисту навколишнього середовища, соціальної відповідальності й турботи про тварин.
24 січня 2020 року п'ятеро депутатів Верховної Ради України зробили нову спробу заборонити фуа-гра і зареєстрували законопроєкт № 2802 «Про внесення змін до Закону України „Про захист тварин від жорстокого поводження“ щодо удосконалення захисту тварин від жорстокого поводження». До складу підписантів увійшли представники профільного екокомітету та комітету з питань здоров'я нації (Яценко А. В., Фельдман О. Б., Лабунська А. В., Дубіль В. О., Камельчук Ю. О.). Законопроєкт забороняє виробництво фуа-гра та жорстоке поводження з тваринами під час годування у відповідності до норм ЄС (обов'язкова цілодобова наявність свіжої питної води, заборона примусового годування, окрім як із лікувальною чи профілактичною метою, необхідність забезпечення відповідного повноцінного харчування тощо).